# Aland
Aland er flod i delstaterne Sachsen-Anhalt og Niedersachsen i Tyskland og en af Elbens bifloder fra venstre. Den er en fortsættelse af floden Biese (efter Seehausen), som igen er en fortsættelse af floden Milde. Aland er 27 km lang, mens hele Milde-Biese-Aland-systemet er 97 km langt. Aland munder ud i Elben i  den lille by Schnackenburg.   
52°52′11″N 11°45′08″Ø / 52.8697°N 11.7522°Ø